# Грабовець Анатолій Іванович
Анатолій Іванович Грабовець (27 серпня 1939, Луганськ — 25 липня 2023) — український і російський вчений-рослинник, фахівець з селекції і насінництва польових культур. Член-кореспондент РАН (2014 року), РАСГН (2005), академік Національної академії аграрних наук України (2009), доктор сільськогосподарських наук (1995). Заслужений агроном РРФСР (1981).

## Біографія
Закінчив агрономічний факультет Луганського сільськогосподарського інституту (1961), в 1964—67 рр. — аспірант кафедри селекції і захисту рослин там же. Трудову діяльність розпочав старшим агрономом-насіннєзнавцем радгоспу «Лисичанський» Лисичанського району Луганської області. Протягом 1962—1964 рр. очолював перший відділок радгоспу «Переможець» Лутугинського району Луганської області.
Після закінчення аспірантури Луганського сільськогосподарського інституту в 1967 році почав працювати спочатку молодшим, а потім старшим науковим співробітником Північно-Донецької державної сільськогосподарської дослідної станції Донського зонального науково-дослідного інституту сільського господарства (Ростовська область, РФ). Пізніше очолює на станції лабораторію селекції озимої і ярої пшениці (1973—1979); в 1984—1987 роках — директор станції. Згодом очолює Північно-Західний центр наукового забезпечення того самого НДІ сільського господарства Російської академії сільськогосподарських наук.
Помер 25 липня 2023 на 84-му році життя після нетривалої хвороби. Похований на цвинтарі селища Донська Нива Тарасівського району Ростовської області.

## Наукова діяльність
У 1971 р. захистив дисертацію на здобуття наукового ступеня кандидата сільськогосподарських наук на тему: «Посівні та урожайні якості насіння ярого ячменю за різних умов його вирощування». У 1995 р. в Науково-дослідному інституті сільського господарства центральних районів нечорноземної зони (Німчиновка, Московська область) захистив дисертацію на здобуття наукового ступеня доктора сільськогосподарських наук на тему: «Селекція озимої пшениці в умовах степу Середнього Дону».
Наукові розробки, нові сорти вченого істотно збагатили основні напрями в селекції, насінництві та рослинництві. Він зробив вагомий внесок у вивчення сучасних завдань і способів ведення селекції та науково обґрунтував теорію створення високоадаптивних сортів пшениці й тритикале, що поліпшило стабілізацію виробництва зерна і кормів у Росії та Україні. Під його керівництвом і за безпосередньої участі районовано 54 сорти озимої і ярої пшениці та виведено 27 сортів озимого тритикале.
Опублікував близько 300 наукових праць, у тому числі 7 книг, має 50 авторських свідоцтв, 15 патентів на винаходи. Свої знання і досвід передає студентам та фахівцям у Ростовському інституті перепідготовки кадрів агробізнесу, будучи професором прогресивних технологій у рослинництві. Член експертної ради ВАК Російської Федерації (1995—2000), голова секції із селекції тритикале Російської академії сільськогосподарських наук (з 1999 р.), член Міжнародної асоціації із тритикале (ІТА). У 2007 р. обрано іноземним членом УААН Відділення наукового забезпечення трансферу інновацій. Член-кореспондент Російської академії сільськогосподарських наук (2005).

## Громадсько-політична діяльність
У 1975—1979 рр. — депутат Туровєрово-Росошанської селищної ради Тарасовського району Ростовської області.

## Нагороди, звання
Заслужений агроном Російської Федерації (1981). Нагороджений орденами Трудового Червоного Прапора (1976), Жовтневої Революції (1986), грамотою Президії Верховної Ради Російської Федерації (1981), орденом «Знак Пошани» (2005). У 2008 р. сорт Сєвєродонецька ювілейна в номінації «Краща пшениця Росії 2008 р.» був удостоєний диплома Гран-Прі Всеросійського виставкового центру, а А. І. Грабовець нагороджений знаком «Лауреат ВВЦ».
Також нагороджений орденом «За заслуги перед Ростовською областю» (2012), дипломом якості і золотою медаллю Європейської науково-промислової палати. Почесний громадянин Тарасівського району Ростовської області (2000).

## Родина, батьки
Анатолій Іванович був старшим сином Івана та Ольги Грабовець. Мати – донська козачка зі станиці Митякинської у Тарасовському районі, а батько був родом з-під Чернігова. Його батько, Іван Павлович Грабовець походить з родини Павла Андрійовича Грабовця (1894—1971) та Ксенії Єфімовни Мальованої (1897—1975) що переїхали до Луганська наприкінці 1920-х років з села Піддубнівка Прилуцького району Чернігівської області (раніше — с. Піддубівка Малодівицької волості Прилуцького повіту Полтавської губернії), рятуючись від розкуркулення під час розпочатої радянською владою колективізації. Саме діду — освіченому селянинові, який ще сто років тому привозив із міста до рідного села нові сорти пшениці, за словами вченого, він завдячує талантом селекціонера.